# Vakuumschub
Vakuumschub bezeichnet bei Raketentriebwerken den Schub, den das Triebwerk im Vakuum erzeugt. Der Vakuumschub unterscheidet sich vom Startschub. Dies ist dadurch bedingt, dass der Schub eines Raketentriebwerks vom Druckverhältnis zwischen Brennkammer und Umgebung abhängt. Im Vakuum ist diese Druckdifferenz naturgemäß größer. Bei mehrstufigen Raketen wird für die Triebwerke der ersten Stufe meist nur der Startschub genannt. Für die Stufen darüber, die im Vakuum betrieben werden, wird üblicherweise nur der Vakuumschub genannt.

## Beispiele
| Triebwerk             | Triebwerk                    | Startschub | Vakuumschub | Verwendung                                                 |
| --------------------- | ---------------------------- | ---------- | ----------- | ---------------------------------------------------------- |
| Rocketdyne RS-68      | Rocketdyne RS-68             | 2.819 kN   | 3.314 kN    | Delta IV Erststufe, Ares V Erststufe                       |
| NPO Energomash RD-170 | NPO Energomash RD-170        | 7.550 kN   | 7.900 kN    | Energija 11K25 Booster                                     |
| SNECMA Vulcain 1      | SNECMA Vulcain 1             | 815 kN     | 1.120 kN    | Ariane 5 Erststufe                                         |
| Kusnezow NK-33        | Kusnezow NK-33               | 1.505 kN   | 1.638 kN    | N-1 Erststufe, modifiziert zum Aerojet AJ26 in Kistler K-1 |
| RD-107                | RD-107 (an den Außenblöcken) | 821 kN     | 995 kN      | R-7 (und Varianten) Außenblöcke                            |